# District de Nishiuwa
Le district de Nishiuwa (西宇和郡, Nishiuwa-gun) est un district de la préfecture d'Ehime au Japon.
Selon l'estimation du 1er décembre 2011, sa population était de 10 559 habitants pour une superficie de 94,39 km2, donnant ainsi une densité de population de 112 hab./km2.

## Municipalité du district
- Ikata